# Harold Shoemaker
Harold Goodman Shoemaker (ur. 1 września 1892 w Bridgeton, zm. 6 października 1918) – amerykański as myśliwski z czasów I wojny światowej. Osiągnął 5 zwycięstw powietrznych. 
Urodził się w Bridgeton w stanie New Jersey. Ukończył Cornell University w 1914 roku. Do USAAS wstąpił w roku 1917. Po przejściu szkolenia został przydzielony do jednostki brytyjskiej No. 74 Squadron RAF działającej na froncie we Francji w celu dalszego szkolenia. W jednostce przebywał od 3 lipca 1918 roku. Pierwsze zwycięstwo powietrzne odniósł 30 lipca. Po osiągnięciu 5 potwierdzonych zwycięstw powietrznych 29 sierpnia został przeniesiony do amerykańskiej eskadry myśliwskiej 17 Aero.
5 października 1918 roku pilotując samolot Sopwith Camel Harold Goodman Shoemaker zderzył się w powietrzu z innym pilotem jednostki Glennem Dickensonem Wicksem. Obaj piloci zginęli na miejscu i zostali pochowani w Somme American Cemetery and Memorial w wiosce Bony we Francji.